# Navatejares
Navatejares è un comune spagnolo di 80 abitanti situato nella comunità autonoma di Castiglia e León.